# Robert M. Fox
Robert Michael Fox (født 4. maj 1963 i København) er en dansk-amerikansk filmproducer og instruktør som har stået bag en række danske og internationale Tv- og filmproduktioner fra sit selskab Fox Media. Mest kendt er nok filmen Flash of a dream fra 2002 med skuespilleren Peter Stormare i en hovedrolle, som den danske Jacob A. Riis. Fox har endvidere lavet film, hvor topforskere har spillet en hovedrolle. Således River of Time fra 2003 med den internationale top-astronom, professor Igor Novikov (filmen blev udstillet på Museum of Modern Art i New York i 2006), Miniks Sense for Stones med professor Minik Rosing, The Core fra 2006 med professor Niels Bohr, Robots in Mind fra 2010 med professor Henrik Hautop Lund, Wills Clones fra 2007 med kloningspioneren Steen Willadsen. Fox har endvidere deltaget i en række internationale co-produktioner: The Planet fra 2006 om verdens miljøtilstand før FN's klimapanel erkendte at vi gennemgår en global opvarmning, Breath fra 2006 om hvad det egentlig er vi går og udånder samt The Plan fra 2010, om alle de planer der bliver lagt globalt for imødegå den den miljømæssige trussel som jorden er udsat for.